# Eva Ibbotson
Œuvres principales
- Reine du fleuve

Eva Ibbotson, de son vrai nom Maria Charlotte Michelle Wiesner, née le 25 janvier 1925 à Vienne et morte le 20 octobre 2010 à Newcastle, est une romancière britannique, connue pour ses livres pour adultes et pour la jeunesse.

## Biographie
Eva Ibbotson est née à Vienne en 1925. Ses parents étaient l'écrivaine Anna Gmeyner et le chercheur Berthold P. Wiesner (en). Sa famille quitta l'Autriche pour l'Angleterre dans sa jeunesse.
Elle a étudié à l'université de Bedford, où elle reçut un diplôme en 1945, puis à l'université de Cambridge de 1946 à 1947 et enfin à l'université de Durham, où elle obtint un diplôme d'éducation en 1965.
Elle se destinait à être physiologiste, mais abandonna ce métier à cause de l'expérimentation animale qu'elle devait y faire. Elle devint finalement professeur dans les années 1960.
Elle commença à écrire en 1965. Dix ans plus tard, son premier roman fut édité.
Eva Ibbotson a écrit de nombreux livres, dont Bienvenue à Griffstone, Recherche Sorcière désespérément, Le Secret du quai 13 ou encore Reine du fleuve. Elle a gagné pour ce dernier le prestigieux prix Smarties (décerné par plus de mille écoles anglaises), et ses livres sont devenus des classiques de la littérature britannique. 
Ses livres sont réputés pour être imaginatifs et pleins d'humour, ils sont emplis de créatures et de lieux magiques. Certains d'entre eux, en particulier Reine du fleuve montrent également son amour pour la nature. Son amour de l'Autriche est aussi souvent dévoilé dans ses livres. 
Eva Ibbotson meurt le 20 octobre 2010 à Newcastle, à 85 ans.

## Œuvres principales
- (en) Which witch ?, 1979
  - Recherche Sorcière désespérément
- (en) A Countess below stairs, 1981
  - Une Comtesse à l'office
- (en) The morning gift, 1993
  - Les matins d'émeraude
- (en) The secret of platform 13, 1994
  - Le Secret du quai 13
- (en)  A song for summer, 1997
  - Un chant pour l'été
- (en) Journey to the river sea, 2001
  - Reine du fleuve
- (en) The star of Kazan, 2004
  - L'Étoile de Kazan
- (en) The beasts of Clawstone castle, 2005
  - Bienvenue à Griffstone
- (en) The dragonfly pool, 2008
  - L'Étang aux Libellules
- (en)One dog and his boy, 2010
  - Un chien pour toujours
- (en) The Ogre of Oglefort, 2010
- (en) The Abominables, 2012 (posthume)